# حروف مقطعة
الحروف المقطعة، والمقطعات وأوائل السور وفواتح السور أو الفواتح، هي حروف تبتدأ بها بعض سور القرآن الكريم، افتُتحت بها تسعٌ وعشرون سورةً من سُوَر القرآن.
جمعها بعضهم بعد إزالة المكرر من الأحرف بقوله: «نص حكيم قاطع له سر».

## سرد الحروف المقطعة
| مقطعات    | سورة                                             |
| --------- | ------------------------------------------------ |
| الۤـمۤ      | البقرة، آل عمران، العنكبوت، الروم، لقمان، السجدة |
| الۤـمۤـصۤ    | الأعراف                                          |
| الۤر       | يونس، هود، يوسف، إبراهيم، الحجر                  |
| الۤـمۤـر    | الرعد                                            |
| كۤـهـيـعۤـصۤ | مريم                                             |
| طـه       | طه                                               |
| طـسۤـمۤ     | الشعراء، القصص                                   |
| طـسۤ       | النمل                                            |
| يـسۤ       | يس                                               |
| صۤ         | ص                                                |
| حـمۤ       | غافر، فصلت، الزخرف، الدخان، الجاثية، الأحقاف     |
| حـمۤ عۤـسۤـقۤ | الشورى                                           |
| قۤ         | ق                                                |
| نۤ         | القلم                                            |

## بعض ما قيل فيتفسيرها

### اختلافالتفسيرات
اختلف العلماء في تفسير معنى الحروف المقطعة التي تصدرت في بعض سور القرآن الكريم، فمنهم رد علم ذلك إلى الله ومنهم من فسرها، والذين فسروها اختلفت أقوالهم كالآتي:
- أسماء للسور.
- فواتح افتتح الله بها القرآن.
- اسم من أسماء القرآن.
- أسماء الله الحسنى، وقيل هي اسم الله الأعظم.
- هو قسم أقسم الله به، وهو من أسماء الله تعالى.
- حروف استفتحت من حروف هجاء أسماء الله تعالى.
- وقال بعض أهل العربية: هي حروف من حروف المعجم، استغني بذكر ما ذكر منها في أوائل السور عن ذكر بواقيها، التي هي تتمة الثمانية والعشرين حرفا، كما يقول القائل: ابني يكتب في: ا ب ت ث، أي: في حروف المعجم الثمانية والعشرين فيستغنى بذكر بعضها عن مجموعها.

ولو رتّبت الأحرف «ترتيبًا هجائيًا» مع إزالة المتكرر منها نجدها 14 حرفا هي:

«ا ح ر س ص ط ع ق ك ل م ن ه ي».

وقد جُمعت الأحرف وركّبت عند بعضهم لتكوّن جملٌ مختلفة يسهل حفظ أي واحدة منها كما أدناه:
- ملاك حق سطر صنيعه
- صنيع حق سطره ملاك
- صنيع سطر كلامه حق
- نص حكيم له سر قاطع
- صراط علي حق نمسكه
- صح طريقك مع السنه

ومن الأقوال الأخرى عن الحروف المقطعة:
- قَالَ سَعِيد بْن جُبَيْر وَعَامِر الشَّعْبِيّ: «" الرَّحْمَن " فَاتِحَة ثَلَاث سُوَر إِذَا جُمِعْنَ كُنَّ اِسْمًا مِنْ أَسْمَاء اللَّه تَعَالَى " الر " و" حم " و" ن " فَيَكُون مَجْمُوع هَذِهِ " الرَّحْمَن "» .[4]

#### ملاحظة
أولا: مجموع الحروف المذكورة في أوائل السور بحذف المكرر منها أربعة عشر حرفا، وهي: ا ل م ص ر ك ه ي ع ط س ح ق ن، يجمعها قولك: نص حكيم قاطع له سر. وهي نصف الحروف عددا، والمذكور منها أشرف من المتروك، وبيان ذلك من صناعة التصريف.
ثانيًا: لا شك أن هذه الحروف لم ينزلها سبحانه وتعالى عبثا ولا سدى؛ ومن قال من الجهلة: إنه في القرآن ما هو تعبد لا معنى له بالكلية، فقد أخطأ خطأ كبيرا. فتعين أن لها معنى في نفس الأمر، فإن صح لنا فيها عن المعصوم شيء قلنا به، وإلا وقفنا حيث وقفنا، وقلنا: (آمنا به كل من عند ربنا).
ثالثًا: في الحكمة التي اقتضت إيراد هذه الحروف في أوائل السور، ما هي؟ مع قطع النظر عن معانيها في أنفسها. فقال بعضهم: إنما ذكرت لنعرف بها أوائل السور حكاه ابن جرير، وهذا ضعيف؛ لأن الفصل حاصل بدونها فيما لم تذكر فيه، وفيما ذكرت فيه بالبسملة تلاوة وكتابة.
وقال آخرون: بل ابتدئ بها لتفتح لاستماعها أسماع المشركين - إذ تواصوا بالإعراض عن القرآن - حتى إذا استمعوا له تلي عليهم المؤلف منه. حكاه ابن جرير - أيضا -، وهو ضعيف أيضا؛ لأنه لو كان كذلك لكان ذلك في جميع السور لا يكون في بعضها، بل غالبها ليس كذلك، ولو كان كذلك - أيضا - لانبغى الابتداء بها في أوائل الكلام معهم، سواء كان افتتاح سورة أو غير ذلك. ثم إن هذه السورة والتي تليها أعني البقرة وآل عمران مدنيتان ليستا خطابا للمشركين، فانتقض ما ذكروه بهذه الوجوهِ.
وقال آخرونَ: بل إنما ذكرت هذه الحروف في أوائل السور التي ذكرت فيها بيانا لإعجاز القرآن، وأن الخلق عاجزون عن معارضته بمثله، هذا مع أنه [تركب] من هذه الحروف المقطعة التي يتخاطبون بها.
ولهذا كل سورة افتتحت بالحروف فلا بد أن يذكر فيها الانتصار للقرآن وبيان إعجازه وعظمته، وهذا معلوم بالاستقراء، وهو الواقع في تسع وعشرين سورة، ولهذا يقول تعالى:(الم ذلك الكتاب لا ريب فيه) [ البقرة: 1، 2 ]. (الم الله لا إله إلا هو الحي القيوم نزل عليك الكتاب بالحق مصدقا لما بين يديه) [ آل عمران: 1 - 3 ]. المص كتاب أنزل إليك فلا يكن في صدرك حرج منه) [ الأعراف: 1، 2 ]. الر كتاب أنزلناه إليك لتخرج الناس من الظلمات إلى النور بإذن ربهم) [ إبراهيم: 1 ] (الم تنزيل الكتاب لا ريب فيه من رب العالمين) [ السجدة: 1، 2 ].(حم تنزيل من الرحمن الرحيم)[ فصلت:1,2]. (حم عسق كذلك يوحي إليك وإلى الذين من قبلك الله العزيز الحكيم) [ الشورى: 1 - 3 ]، وغير ذلك من الآيات الدالة على صحة ما ذهب إليه هؤُلَاءِ لمن أمعن النظرَ، والله أعلمُ.

### من تفسير السمرقندي
- قال الفقيه: حدثني أبي رحمه الله قال: حدثني محمد بن حامد قال: حدثنا علي بن إسحاق قال: حدثنا محمد بن مروان، عن عطاء بن السائب، عن أبي الضحى، عن ابن عباس في قوله تعالى: { الم } يعني: أنا الله أعلم. ومعنى قول ابن عباس { أنا الله * أعلم } يعني الألف: أنا، واللام: الله، والميم: أعلم، لأن القرآن نزل بلغة العرب، والعرب قد كانت تذكر حرفا وتريد به تمام الكلمة؛ ألا ترى إلى قول القائل:

يعني بالقاف: قد وقفت.
- وقال الكلبي: هذا قسم، أقسم الله تعالى بالقرآن أن هذا الكتاب الذي أنزل على النبي محمد، هو الكتاب الذي نزل من عند الله تعالى لا ريب فيه. وقال بعض أهل اللغة: إن هذا الذي قال الكلبي لا يصح، لأن جواب القسم معقود على حروف مثل: إن، وقد، ولقد، وما، واللام وهنا لم نجد حرفا من هذه الحروف، فلا يجوز أن يكون يمينا. ولكن الجواب أن يقال: موضع القسم قوله { لا ريب فيه }، فلو أن إنسانا حلف فقال: والله هذا الكتاب لا ريب فيه، لكان الكلام سديدا، وتكون «لا» جوابا للقسم، فثبت أن قول الكلبي صحيح سديد. فإن قيل: ما الحكمة في القسم من الله تعالى، وكان القوم في ذلك الزمان على صنفين، مصدق ومكذب؛ فالمصدق يصدق بغير قسم، والمكذب لا يصدق مع القسم. قيل له: القرآن نزل بلغة العرب، والعرب إذا أراد بعضهم أن يؤكد كلامه أقسم على كلامه، فالله تعالى أراد أن يؤكد عليهم الحجة فأقسم أن القرآن من عنده.
- وقد قيل { الم }: الألف: الله تعالى، واللام: جبريل عليه السلام، والميم: [[محمد صلى الله عليه وسلم ويكون معناه: الله الذي أنزل جبريل على محمد بهذا القرآن لا ريب فيه.
- وقال بعضهم: كل حرف هو افتتاح اسم من أسماء الله تعالى. فالألف مفتاح اسمه: الله، واللام مفتاح اسمه: اللطيف، الميم مفتاح اسمه: المجيد ويكون معناه: الله اللطيف المجيد أنزل الكتاب.
- وروي عن محمد بن كعب بن علي الترمذي أنه قال: إن الله تعالى أودع جميع ما في تلك السورة من الأحكام والقصص في الحروف التي ذكرها في أول السورة، ولا يعرف ذلك إلا نبي أو ولي، ثم بين ذلك في جميع السور ليفقه الناس. وروي عن الشعبي أنه قال: إن لله تعالى سرا جعله في كتبه، وإن سره في القرآن هو الحروف المقطعة.
- وروي عن عمر وعثمان وابن مسعود أنهم قالوا: الحروف المقطعة من المكتوم الذي لا يفسر.
- وعن علي: هو اسم من أسماء الله تعالى، فرقت حروفه في السور. يعني أن هاهنا قد ذكر { الم } وذكر: { الر } في موضع آخر وذكر: { حم } في موضع آخر وذكر: { ن } في موضع، فإذا جمعت يكون (الرحمن)، وكذلك سائر الحروف إذا جمع يصير اسما من أسماء الله.
- وذكر قطرب: أن المشركين كانوا لا يستمعون القرآن، كما قال الله تعالى: ﴿وَقَالَ الَّذِينَ كَفَرُوا لَا تَسْمَعُوا لِهَذَا الْقُرْآنِ وَالْغَوْا فِيهِ لَعَلَّكُمْ تَغْلِبُونَ ۝٢٦﴾ (سورة فصلت:26) فأراد أن يسمعهم شيئا لم يكونوا سمعوه، ليحملهم ذلك إلى الاستماع حتى تلزمهم الحجة. وقال بعضهم: إن المشركين كانوا يقولون: لا نفقه هذا القرآن، لأنهم قالوا: ﴿وَقَالُوا قُلُوبُنَا فِي أَكِنَّةٍ مِمَّا تَدْعُونَا إِلَيْهِ وَفِي آذَانِنَا وَقْرٌ وَمِنْ بَيْنِنَا وَبَيْنِكَ حِجَابٌ فَاعْمَلْ إِنَّنَا عَامِلُونَ ۝٥﴾ (سورة فصلت:5) فأراد اللَّه أن يبين لهم أن القرآن مركب على الحروف التي ركبت عليها ألسنتكم، يعني هو على لغتكم، ما لكم لا تفقهون؟ وإنما أراد بذكر الحروف تمام الحروف، كما أن الرجل يقول: علمت ولدي: أ، ب، ت، ث، وإنما يريد جميع الحروف ولم يرد به الحروف الأربعة خاصة.
- وقال بعضهم: هو من شعار السور وكان اليهود.. فسروه على حروف الجمل، لأنه ذكر أن جماعة من اليهود، منهم كعب بن الأشرف، وحيي بن أخطب، وأبو ياسر بن أخطب، وشعبة بن عمرو، ومالك بن الصيف دخلوا على رسول الله وقالوا: بلغنا أنك قرأت: { الم * ذلك الكتاب } فإن كنت صادقا، فيكون بقاء أمتك إحدى وسبعين سنة، لأن الألف: واحد، واللام: ثلاثون، والميم: أربعون، فضحك رسول الله ثم قالوا له: وهل غير هذا؟ قال: نعم { المص }. فقالوا: هذا أكثر لأن (ص) تسعون. فقالوا: هل غير هذا؟ قال: نعم { الر }. فقالوا: هذا أكثر، لأن (الراء): مائتان، ثم ذكر { المر } فقالوا: خلطت علينا يا محمد لا ندري أبالقليل نأخذ أم بالكثير؟ وإنما أدركوا من القرآن مقدار عقولهم، وكل إنسان يدرك العلم بمقدار عقله. وكل ما ذكر في القرآن من الحروف المقطعة، فتفسيره نحو ما ذكرنا ها هنا؛ والله أعلم بالصواب.[6]